# Родерик (святой)

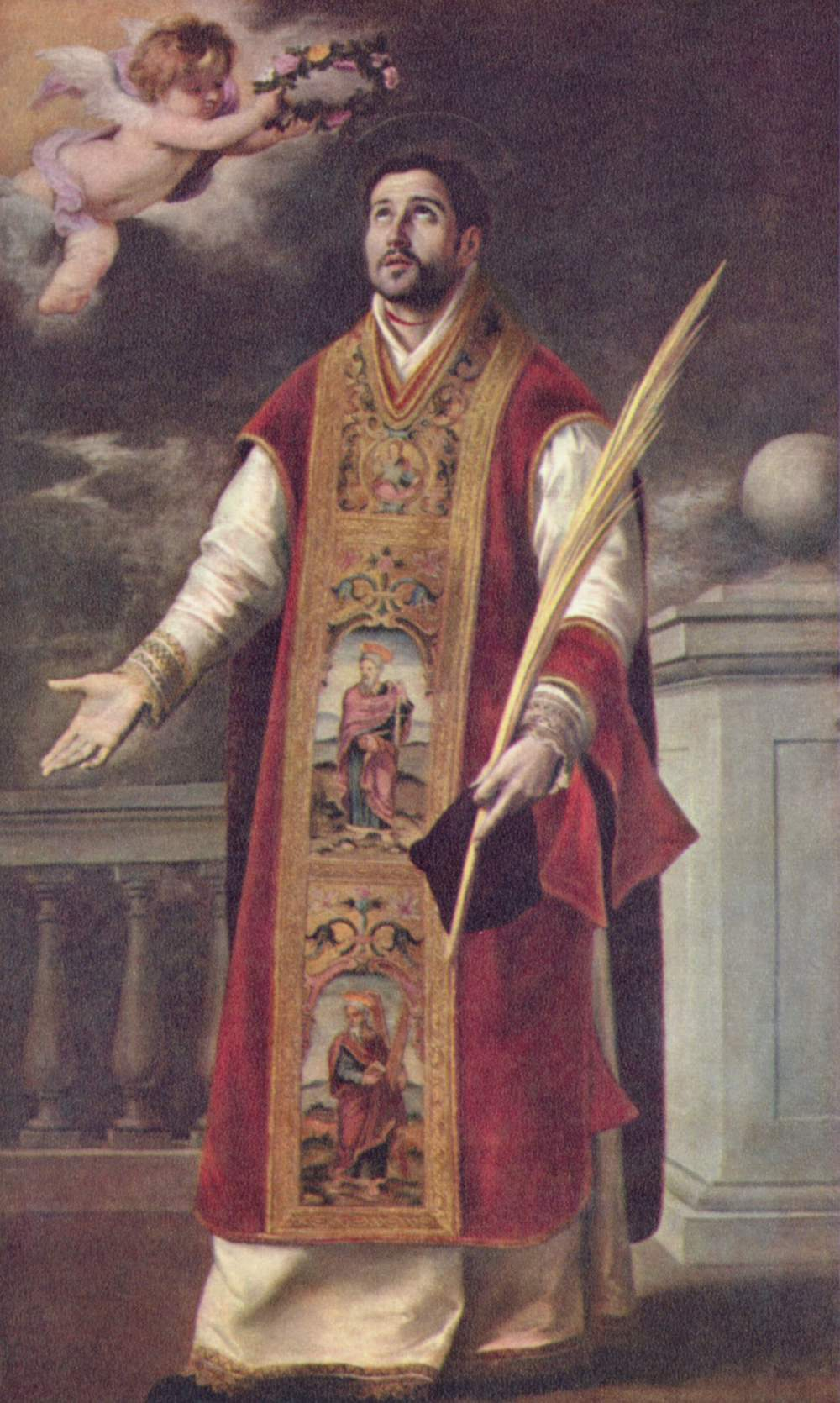
Святой Родерик

Свято́й Родери́к или святой Родри́го (лат. Rudericus, исп. San Rodrigo, казнён 13 марта 857, Кордова) — один из кордовских мучеников. Святой, почитаемый Римско-католической церковью (день памяти — 13 марта).

## Биография
Согласно преданию, Родерик был христианским священником, проживавшим в городе Кабра и имевшим двух братьев, один из которых был мусульманином. Во время одной из драк, начавшихся между его братьями, Родерик попытался их разнять, но те вдвоём напали на него и сильно избили. Когда Родерик очнулся, он узнал, что его брат-мусульманин объявил всем горожанам, что Родерик отказался от христианства, приняв ислам. Спустя время, после того, как Родерик несколько раз заявил, что он не принимал ислам, брат обвинил его перед городскими властями в отступничестве от ислама и переходе в христианство. Это преступление каралось смертью, поэтому Родерик скрылся из города, но позднее был опознан, схвачен и доставлен в Кордову. Заключённый в тюрьму, он твёрдо продолжал держаться христианской веры, за что 13 марта 853 года, вместе со своим товарищем по заключению, святым Саломоном, был казнён. Тело Родерика было сброшено в Гвадалквивир, но позднее вновь обретено и положено в церкви Сан-Хинес.